# Jacob Cowing
Jacob Henry Cowing (Phoenix, 4 febbraio 2001) è un giocatore di football americano statunitense che milita nel ruolo di wide receiver per i San Francisco 49ers della National Football League (NFL).

## Carriera universitaria
Cowing divenne titolare già nella sua prima stagione a UTEP nel 2019, ricevendo 31 passaggi e guidando la squadra con 550 yard ricevute e 3 touchdown su ricezione. L'anno seguente fu inserito nella seconda formazione ideale della Conference USA dopo avere guidato i Miners con 41 ricezioni per 691 yard e 3 touchdown. Nel 2021 fu inserito nella prima formazione ideale della Conference USA dopo avere ricevuto 69 passaggi per 1.354 yard e 7 touchdown. A fine anno decise di cambiare istituto.
Cowing alla fine decise di trasferirsi ad Arizona dove giocò le ultime due stagioni nel college football.

## Carriera professionistica

### San Francisco 49ers
Cowing fu scelto nel corso del quarto giro (135º assoluto) del Draft NFL 2024 dai San Francisco 49ers. Nella sua prima stagione ricevette 4 passaggi per 80 yard in 15 presenze, nessuna delle quali come titolare.